# Torneå–Haparanda-banan

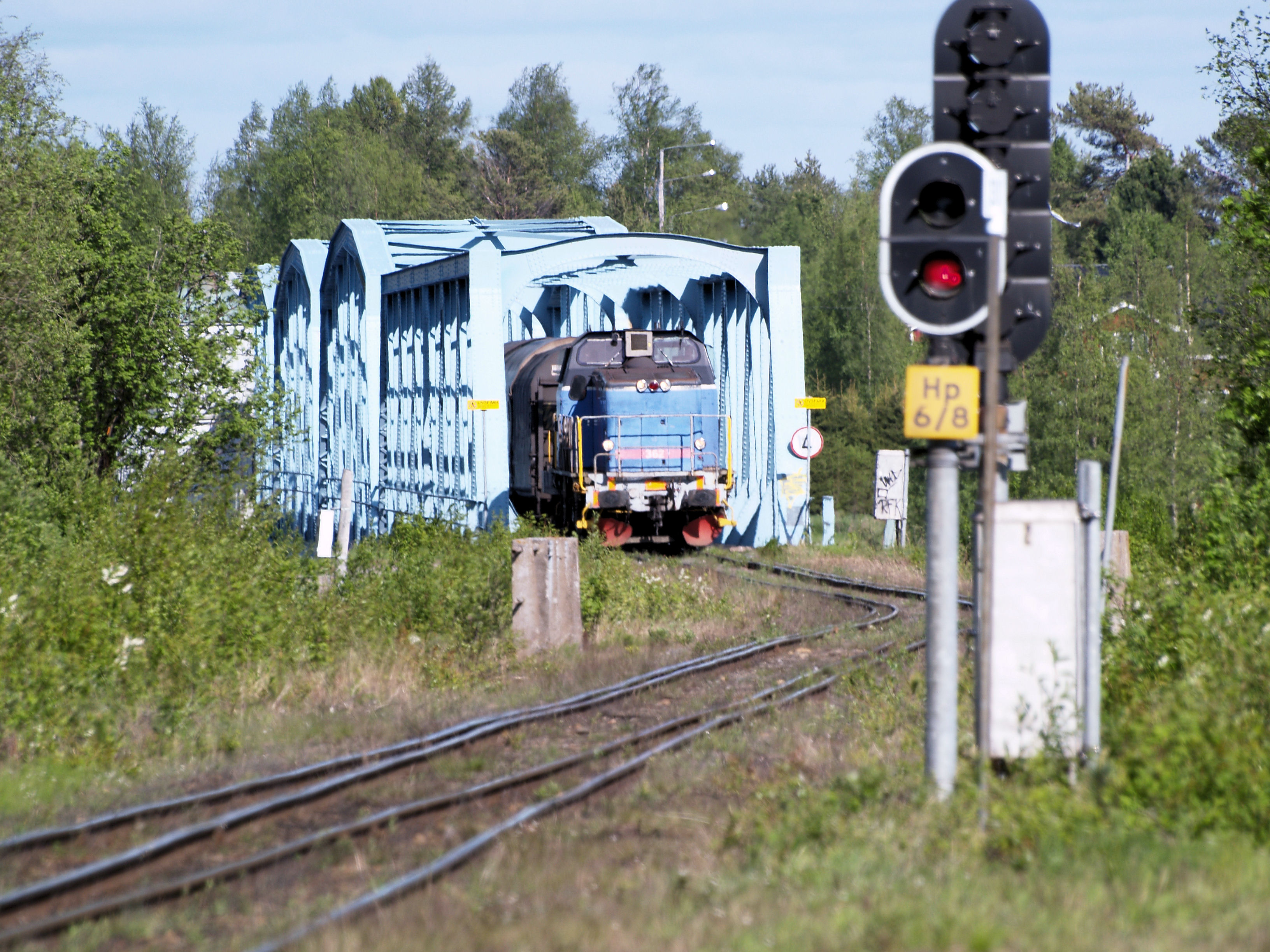
Bron sedd från Haparanda.

Torneå–Haparanda-banan, anlagd 1919, ingår i både Finlands och Sveriges järnvägsnät. Nationsgränsen överskrids vid järnvägsbron över Torne älv. Bansträckningens längd är cirka fyra kilometer. Numera bedrivs endast godstrafik på banan.
På spåret mellan bangårdarna i Haparanda och Torneå finns ett fyrrälssystem, eftersom spårvidden på de finländska och svenska systemen är olika (1 524 millimeter i Finland och 1 435 millimeter i Sverige). Skillnaden mellan de två spårvidderna (89 mm) är för liten för att få plats med ett treskensspår. Normalspår går endast någon kilometer till en godsbangård och järnvägsstationen i Torneå. Motsvarande gäller bredspåret i Sverige. Inom godsbangårdarna är bredspår och normalspår separerade och går inte i varandra.
Trafikledning av bredspårsträckorna sker från Finland och trafikledning av normalspårsträckorna från Sverige, oavsett i vilket land spåret ligger. På så vis behöver en förare endast kommunicera med en enda trafikledning (på sitt eget språk). För sträckan med dubbla spårvidder får trafikledningarna komma överens och släppa fram ett tåg i taget. En del svenska regler gäller på finskt spår och vice versa. Andra regler gäller strikt inom respektive land.
I främst Spanien finns utvecklat en teknik, med vilken det är möjligt att byta tågets spårvidd utan att byta hjul eller axlar under tåget. Tekniken går även att använda på höghastighetståg (upp till 250 km/h). Tekniken har prövats i Torneå/Haparanda, men avskrivits efter problem med is och snö. Om en enda axel frös fast blev tåget stående.[källa behövs]
Banan ansluter i Haparanda till Haparandabanan och i Torneå till Uleåborg–Torneå-banan och Kolaribanan. En cirka åtta kilometer lång sidobana med bredspår går från Torneå till Röyttä, Torneå hamn.

## Elektrifiering
Under 2023 startade elektrifieringen av banan mellan Sverige och Finland så att finska ellok och elmotorvagnar kan köra över till svensk sida. Plattformen i Haparanda för tågen från Finland och plattformen i Torneå uppgraderades för att möta dagens standard. Projektet slutfördes i januari 2025.
Inget beslut är ännu taget om att starta persontrafik, men projektet medför goda förutsättningar för att kunna bedriva den typen av trafik. 